# Maire de Montréal
Le maire de Montréal est le chef de l'exécutif de la Ville de Montréal, au Québec. 
Élu à la tête de la ville tous les quatre ans, le maire est aussi ex officio maire de l'arrondissement de Ville-Marie et président du Conseil d’agglomération de Montréal et de la Communauté métropolitaine de Montréal.
Première femme à occuper ce poste, Valérie Plante exerce la fonction de mairesse depuis le 16 novembre 2017.

## Historique

### Années 2000
Dans la foulée de la fusion des 28 municipalités de l'île de Montréal en une seule ville, Gérald Tremblay, candidat « défusionniste », est élu maire lors de l'élection de 2001, réélu en 2005 et 2009. Il demeure en poste jusqu'à sa démission le 5 novembre 2012
. L'intérim de la fonction est alors assurée par Jane Cowell-Poitras, conseillère du district de Lachine et mairesse suppléante. Puis, le 16 novembre, à l'issue d'un vote secret du conseil municipal, Michael Applebaum est élu maire intérimaire pour la dernière année du mandat avant les élections municipales prévues le 3 novembre 2013. Sous l'administration du maire Gérald Tremblay, Michael Applebaum était président du Comité exécutif et siégeait sous la bannière d'Union Montréal. Toutefois, afin de se faire élire maire par le conseil municipal, Applebaum décide de siéger dorénavant comme indépendant. Mais après huit mois de mandat, il est contraint de démissionner le 18 juin 2013, au lendemain de son arrestation par l'Unité permanente anticorruption. Jane Cowell-Poitras est donc chargée d'un second intérim de la fonction de mairesse. Puis, le 25 juin, à l'issue d'un vote du Conseil municipal de Montréal, Laurent Blanchard est élu maire intérimaire jusqu'aux élections municipales du 3 novembre 2013.[réf. nécessaire]

## Pouvoirs et statut
Le maire est élu au suffrage universel direct par tous les électeurs de la ville de Montréal. L'élection a lieu tous les quatre ans, le premier dimanche de novembre, en même temps que les élections au conseil municipal et aux conseils d'arrondissement.
Le maire est responsable de la nomination des membres du Conseil exécutif de la ville de Montréal. Il peut les démettre à tout moment.

## Liste des maires

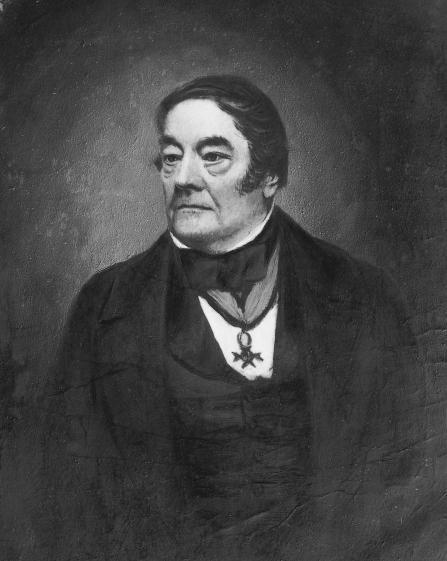
Jacques Viger, le premier maire de Montréal, vers 1850.

Jacques Viger est le premier maire de Montréal en 1833. Jean-Louis Beaudry, Médéric Martin, Camillien Houde et Jean Drapeau comptent parmi ceux demeurés le plus longtemps en fonction. Valérie Plante est quant à elle la première femme à être élue mairesse de Montréal en 2017.